# 王齊海
王齊海，湖北省黃州府羅田縣人，清朝政治人物。同進士出身。
光緒二年（1876年），參加丙子恩科會試，得貢士第285名。殿試登進士3甲第105名。同年五月（6月3日），經吏部掣簽，授即用知縣。